# 桐畑トール
桐畑 トール（きりはた トール、1972年9月18日 -  ）は、日本のお笑い芸人である。本名は、桐畑 亨（きりはた とおる）。 現在はフリーで活動している。また、くりぃむしちゅー・上田晋也の運転手も務める。

## 人物・来歴
滋賀県出身。滋賀県立伊香高等学校卒業。近江度量衡株式会社に勤めた後、会社の仲間と「ミスタードーダッツー」というコンビを結成して会社を退職。上京後、ダンキンドーナツのイベントに参加するためコンビ名を「ヘモグロビンちゃん」に改名。
その後プライムワン（現プライム）に所属し、山口ひろかず（コント山口君と竹田君）に「ちゃん付けだと怒りづらい」という理由から「ヘモグロビン」に改名させられている。後に「熊本キリン」を結成するが、相方の田中健三が引退したため、以後はしばらくピン芸人として活動する時期が続く。
バイク事故に遭い足を負傷した際、アルバイトを退職してしまい、芸人としても一花咲かせない生活が続き、日本テレビの番組『どろぬま仲裁人』（日本テレビ）で杉良太郎に同棲先まで押しかけられて説教されたことがある。
事務所の先輩であった有田哲平（くりぃむしちゅー）の紹介で伊集院光とも交流を持ち、2002年からは伊集院が主宰する若手芸人草野球チーム「ビッグ・アスホールズ」に所属している。ポジションは主にキャッチャー。
「奇祭 にゃんこ祭り」というネタを持っている。いつ何時でもにゃんこ祭りがおこなえるというネタ。
2004年後半にインターネットで姓名判断をしたところ、当時の桐畑とおるよりも桐畑トールが吉とされたため、改名。
2005年7月にオフィス北野（現・株式会社TAP）に円満移籍し、無法松（元北京ゲンジ）と新コンビ「ほたるゲンジ」を結成。
2009年の「上田ちゃんネル」の69回目放送では天然ボケと紹介され、「負け続けている阪神に気合いを入れてもらいたい」という理由でファンである阪神タイガースのユニフォームを着て出演した。「上田ちゃんネル 24時間ぐらいTV2010」ではギャグ「にゃん子祭り」を様々なパターンで披露した。
2009年10月より事務所の先輩である玉袋筋太郎（浅草キッド）がマスターを務める月1回のスナックイベント「スナック玉ちゃん」（東京カルチャーカルチャー）にボーイとして出演している。2012年10月29日には「スナック玉ちゃん」の会場において、東京都西多摩郡檜原村の村長から「檜原村副観光大使」の任命を受ける（正大使は玉袋筋太郎）。その際に村長が演奏するオカリナの音をマイクでしっかり拾えなければならないと、無理難題を振られながらも無事マイクで音を拾い続けた。
2020年3月末をもって株式会社TAPを退社し、フリーとなる。

## 出演

### テレビ
- スクール五輪の書 社会の巻「現代仕事ファイル」（NHK教育）
- 玉袋筋太郎のナイトスナッカーズ（EXエンタテイメント（スカパー!）、日本BS放送（BS11））
- 上田ちゃんネル（テレ朝チャンネル）
- たけスポ（テレビ朝日）
- ビートたけしの絶対見ちゃいけないTVシリーズ（TBSテレビ）
- ジャガイモン（テレ朝チャンネル）
- IJP イジュウインパーク（TOKYO MX）
- 三又ノ番組（東日本放送）
- 伊集院光のてれび（TwellV）

### ラジオ
- ストリーム（TBSラジオ）「リスナーズチョイス木曜日・桐畑トールのチャレンジ70分!!」 - リポーター
- こちら山中デスクです（TBSラジオ）「週替わり企画・桐畑トールの毎日毎日楽しいことばかり」 - リポーター
- 伊集院光 日曜日の秘密基地（TBSラジオ）
- たまむすび（TBSラジオ）「たまみがき金曜日・桐畑トールのPR昼カラOK」 - リポーター
- My Favorite Night “Sound Delivery” （CROSS FM） - ナビゲーター
- 伊集院光とらじおと（TBSラジオ）「桐畑トールのシェフが行く店のシェフが行く店」- リポーター

### 映画
- なにわ忠臣蔵（1997年11月8日公開、松竹）

### CM
- モンカフェ (片岡物産) - 2011年11月3日から放映「モンカフェ『対談』編」ムッシュ モンカフェ役（声の出演）[2]。

### 舞台
- 信長 - 2011年9月7日 - 11日「全労済ホールスペース・ゼロ」足軽の組頭「食衛門（くえもん）役」

### イベント
- 「スナック玉ちゃん」（ボーイ）月1回のレギュラーステージ東京カルチャーカルチャー